# Bộ Chính trị
Bộ Chính trị là cơ quan có quyền lực tối cao của một Đảng cộng sản. Từ này có thể dùng để chỉ:
- Bộ Chính trị Ban Chấp hành Trung ương Đảng Cộng sản Việt Nam
- Bộ Chính trị Đảng Cộng sản Liên Xô
- Bộ Chính trị Đảng Nhân dân Cách mạng Lào
- Bộ Chính trị Đảng Cộng sản Trung Quốc.
- Bộ Chính trị Đảng Cộng sản Cuba